# Liste der Speyerer Domherren
In der nachfolgenden Liste der Speyerer Domherren sollen alle Speyerer Domherren bis zur Säkularisation zusammengestellt werden. Kleriker im Bistum Speyer hatten häufig mehrere kirchliche Ämter inne. Domherren sind auch als Bischöfe von Speyer bekannt (siehe Liste der Bischöfe von Speyer). Einige Domherren sind auf dem Alten Friedhof Speyer begraben.

## A
- Ulrich von Albeck († 1431)

## B
- Heinrich von Berg († 1197)

## F
- Caspar Dietrich von Fürstenberg (1615–1675)
- Franz Egon von Fürstenberg (1626–1682)

## H
- Johann Hugo von Hagen (1678–1735)
- Ludwig von Hanau († 1387)
- Johannes von Heppenheim genannt vom Saal († 1555)
- Georg Hessler (1427–1482)
- Kraft VI. von Hohenlohe-Weikersheim (1452–1503)
- Hermann II. Hummel von Lichtenberg († 1335)

## K
- Mitglieder der Familie der Knebel von Katzenelnbogen

## L
- Rucker von Lauterburg

## M
- Nicolaus Matz († 1513)
- Johann Nepomuk von Montfort (1723–1775)
- Mitglieder der Familie von Mentzingen
- Albert von Mußbach († 1277)

## P
- Friedrich (1460–1518), Sohn von Friedrich I. von Pfalz-Simmern
- Stephan von Pfalz-Simmern (1421–1485)
- Wilhelm von Plettenberg († 1711)

## R
- Mitglieder der Familie der Raitz von Frentz
- Berthold V. Göler von Ravensburg († 1413, ab 1407 Domherr)
- Martin Göler von Ravensburg (1408–1465, bis 1432 Domherr)
- Johann II. Göler von Ravensburg (1436–1493)
- Eucharius Göler von Ravensburg (1438–1498)

## S
- Hainrich von Scherffenberg († 1075)[1]
- Philipp Christoph von Sötern (1567–1652)

## W
- Otto von Waldburg (1514–1573)
- Friedrich (1460–1518), siehe Stammliste der Wittelsbacher